# Olympische Jugend-Sommerspiele 2014/Teilnehmer (Norwegen)
| Gelbes Symbol für Goldmedaillen mit stilisierten Olympischen Ringen | Graues Symbol für Silbermedaillen mit stilisierten Olympischen Ringen | Braundes Symbol für Bronzemedaillen mit stilisierten Olympischen Ringen |
| ------------------------------------------------------------------- | --------------------------------------------------------------------- | ----------------------------------------------------------------------- |
| 1                                                                   | —                                                                     | 3                                                                       |

Die Jugend-Olympiamannschaft aus Norwegen für die II. Olympischen Jugend-Sommerspiele vom 16. bis 28. August 2014 in Nanjing (Volksrepublik China) bestand aus 31 Athleten.

## Athleten nach Sportarten

### Beachvolleyball
Jungen
- Anders Berntsen Mol
- Mathias Berntsen
Achtelfinale

### Boxen
Jungen
- Vegar Tregren
Klasse bis 81 kg: 6. Platz

### Golf
| Mädchen - Sandra Nordaas Einzel: 22. Platz Mixed: 17. Platz | Jungen - Viktor Hovland Einzel: 4. Platz Mixed: 17. Platz |

### Handball
Jungen
- Bronze
- Sivert Næsbakken Nordeng
- Tormod Hauane
- Sindre Aho
- Kevin Gulliksen
- Lasse Larsen Thorsbye
- Tobias Skuggedal Hansen
- Kristian Sæverås
- Sander Andreassen Øverjordet
- Simen Schønningsen
- Aksel Horgen
- Jørgen Jansrud
- Eirik Køpp
- Magnus Rød
- Jonas Berggraf Olsen

### Kanu
Mädchen
- Camilla Rozanski
Kajak-Einer Slalom: 12. Platz
Kajak-Einer Sprint: 9. Platz

### Ringen
Mädchen
- Grace Jacob Bullen
Freistil bis 60 kg: Gold

### Rudern
| Mädchen - Thea Helseth Einzel: 7. Platz | Jungen - Ask Jarl Tjøm Einer: 17. Platz |

### Schießen
Mädchen
- Sara Eline Stamnestrø
Luftpistole 10 m Einzel: 18. Platz (Qualifikation)
Luftpistole 10 m Mixed: 10. Platz (mit Edouard Dortomb  Frankreich)

### Schwimmen
| Mädchen - Elise Olsen 100 m Freistil: 14. Platz (Halbfinale) 50 m Schmetterling: 6. Platz 100 m Schmetterling: 7. Platz - Sofie Reisanen 50 m Brust: 19. Platz (Qualifikation) 200 m Brust: 17. Platz (Qualifikation) | Jungen - Henrik Christiansen 200 m Freistil: 12. Platz (Qualifikation) 400 m Freistil: Bronze 800 m Freistil: Bronze - Armin Porobic 50 m Rücken: 11. Platz (Halbfinale) 100 m Rücken: 19. Platz (Qualifikation) 200 m Rücken: 12. Platz (Qualifikation) 50 m Schmetterling: 5. Platz |

Mixed
- 4 × 100 m Freistil: 13. Platz (Qualifikation)
4 × 100 m Lagen: 10. Platz (Qualifikation)

### Segeln
Mädchen
- Caroline Sofia Rosmo
Byte CII: 5. Platz

### Turnen
Mädchen
- Martine Skregelid
Qualifikation: 20. Platz (Gesamt)

### Wasserspringen
Jungen
- Daniel Jensen
Kunstspringen 3 m7. Platz
Turmspringen 10 m: 6. Platz
Mixed: Gold  (mit Alejandra Orozco  Mexiko)